# Sèdjè-Houégoudo
Sèdjè-Houégoudo ist eine Stadt und ein Arrondissement im Departement Atlantique in Benin. Es ist eine Verwaltungseinheit, die der Gerichtsbarkeit der Kommune Zè untersteht.

## Demografie und Verwaltung
Gemäß der Volkszählung 2013 des beninischen Statistikamtes INSAE hatte das Arrondissement 7104 Einwohner, davon waren 3457 männlich und 3647 weiblich.
Von den 101 Dörfern und Quartieren der Kommune Zè entfallen acht auf Sèdjè-Houégoudo:
1. Aglangbin
2. Ahozonnoudé
3. Akpomey
4. Ayahounta-Fifadji
5. Bodji
6. Missèbo
7. Sèdjannako
8. Sèdjè-Houégoudo